# Бизенти
Бизѐнти (на италиански: Bisenti, на местен диалект Bisìndë, Бизиндъ) е село и община в Южна Италия, провинция Терамо, регион Абруцо. Разположено е на 274 m надморска височина. Населението на общината е 1957 души (към 2010 г.).